# Martinópolis (kommun)
Martinópolis är en kommun i Brasilien.   Den ligger i delstaten São Paulo, i den södra delen av landet, 800 km söder om huvudstaden Brasília. Antalet invånare är 24 260.
Följande samhällen finns i Martinópolis:
- Martinópolis

Omgivningarna runt Martinópolis är huvudsakligen savann. Runt Martinópolis är det ganska glesbefolkat, med 22 invånare per kvadratkilometer.